# Liparis verticillata
Liparis verticillata là một loài thực vật có hoa trong họ Lan. Loài này được G.A.Romero & Garay mô tả khoa học đầu tiên năm 1999.